# Волосы (альбом)
«Волосы» — седьмой студийный альбом белорусско-российской певицы Бьянки, выпущенный 6 декабря 2019 года на лейбле «Первое музыкальное издательство». 

## Отзывы критиков
| Оценки критиков | Оценки критиков |
| Источник        | Оценка          |
| --------------- | --------------- |
| InterMedia      | 7/10            |

Алексей Мажаев отметил, что Бьянка остаётся верна своему жанру, всё ещё хороша в придумывании запоминающихся мелодий, органична в произнесении провокационных текстов и непоколебима в использовании автотюна и пения с набитым ртом. Однако, по его мнению, свой талант она расходует не очень рачительно, поскольку не хочет идти на компромиссы с поп-форматом и придерживается своего задекларированного стиля так преданно, будто дала страшную клятву никогда от него не отступать. Он добавил, что песни «Наши тела», «Почему я» и «Волосы» хочется отчистить от всех R’n’B-излишеств, кривляний и искажений — и тогда они, возможно, боролись бы друг с другом не за звание лучшей на альбоме Бьянки, а за титул «песни года».
Андрей Штадлер из Kreativ Magazine заявил, что у Бьянки получился очень качественный и фирменный альбом, он также похвалил её за разнообразие треков и сохранение своего стиля. Резюмируя, он сказал, что данная работа записана не в угоду моде, а ради музыки.
Рецензент ТНТ Music написал, что если в прошлом альбоме «Гармония» артистка отходила к более спокойному, мечтательному звучанию и экспериментировала с винтажным звуком, то новая пластинка раскрыла другие и, пожалуй, самые сильные грани певицы — проникновенного лирика и мастера разрывных танцевальных хитов.

## Список композиций
Слова и музыка всех песен — Татьяны Липницкой.
| №   | Название            | Длительность |
| --- | ------------------- | ------------ |
| 1.  | «Волосы»            | 3:14         |
| 2.  | «Текила бум»        | 3:05         |
| 3.  | «Василёк»           | 2:44         |
| 4.  | «Кто тут мама»      | 2:50         |
| 5.  | «Дождь на ресницах» | 2:18         |
| 6.  | «Наши тела»         | 3:43         |
| 7.  | «Космос»            | 3:27         |
| 8.  | «Травой»            | 3:00         |
| 9.  | «Почему я»          | 3:21         |
| 10. | «Мой пацан»         | 3:14         |
| 11. | «Полный п****ц»     | 3:14         |